# Isola di Sant'Andrea (Venezia)
L'isola di Sant'Andrea è una piccolissima isola della Laguna di Venezia conosciuta per il Forte di Sant'Andrea, importante fortezza costruita nel XVI secolo a difesa della città di Venezia. Si presenta come un prolungamento, affacciato verso il porto di San Nicolò al Lido, dell'isola delle Vignole, localizzata tra Venezia e l'isola di Sant'Erasmo. Dalle Vignole la separa solo uno stretto canale.
Era luogo di manifestazioni collegate allo sposalizio del mare, celebrato nel giorno della festa della Sensa.
Tra il 1887 e il 1901 fu realizzato e utilizzato un bacino di prova del silurificio della Berliner Maschinenbau realizzato presso l'Orto botanico  della chiesa di San Giobbe.
Durante la prima guerra mondiale era sede di una stazione idrovolanti della Regia Marina dove operavano dal 2 giugno 1915 il CAM di Venezia fino al giugno 1917 ed alla fine del 1916 la 1ª Squadriglia sui Macchi L.1 e la 2ª Squadriglia con gli FBA Type H.
Dall'aprile 1917 ci sono la 251ª Squadriglia e la 252ª Squadriglia, dal giugno 1917 la 259ª Squadriglia che al 15 settembre dispongono di 20 Macchi L.3, 9 FBA, 1 Macchi M.5 e 4 Sopwith Baby.
Dal 30 ottobre 1917 arriva la 253ª Squadriglia, dal 1º novembre 1917 la 260ª Squadriglia e dai primi di dicembre 1917 la 261ª Squadriglia.

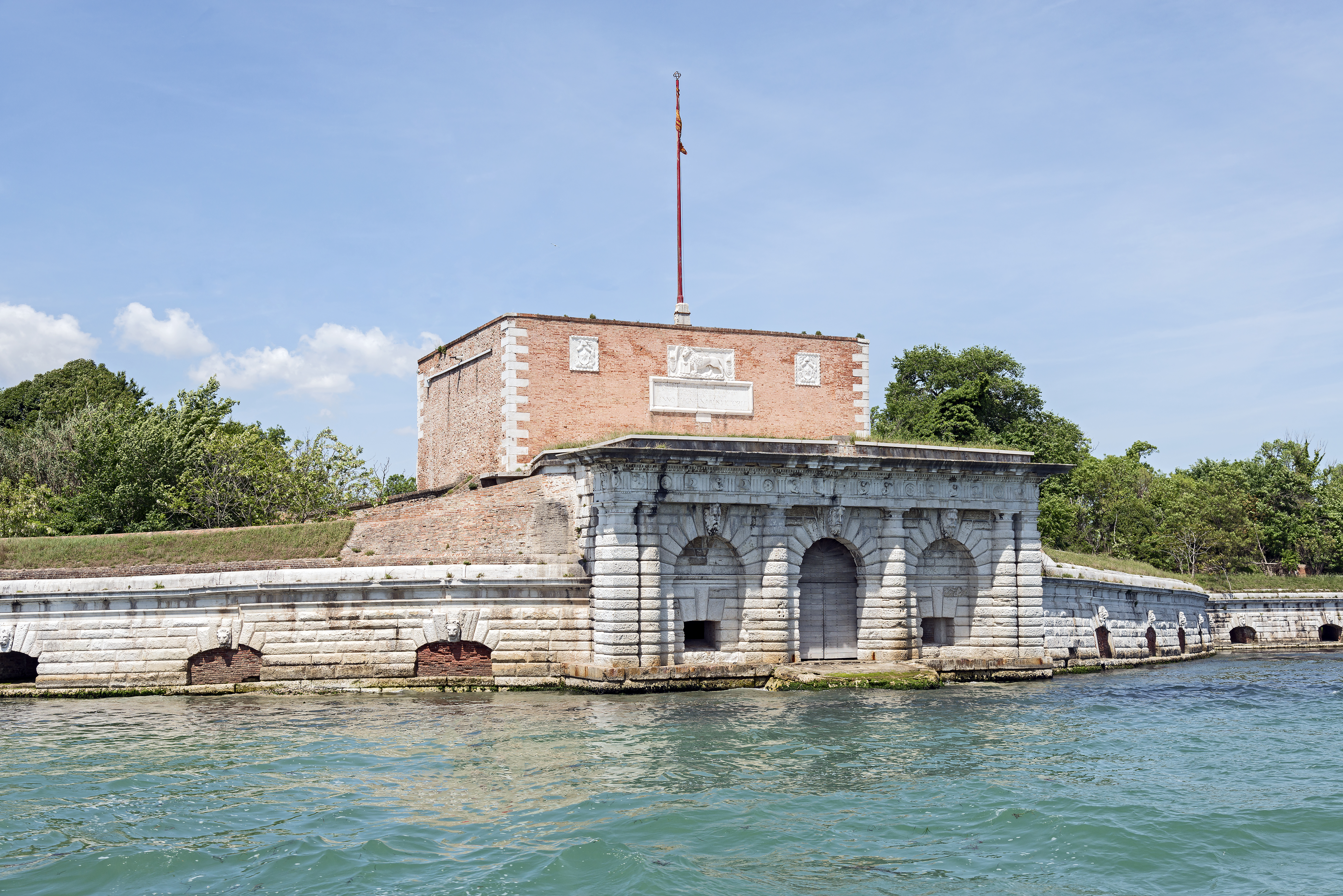
Forte Sant'Andrea
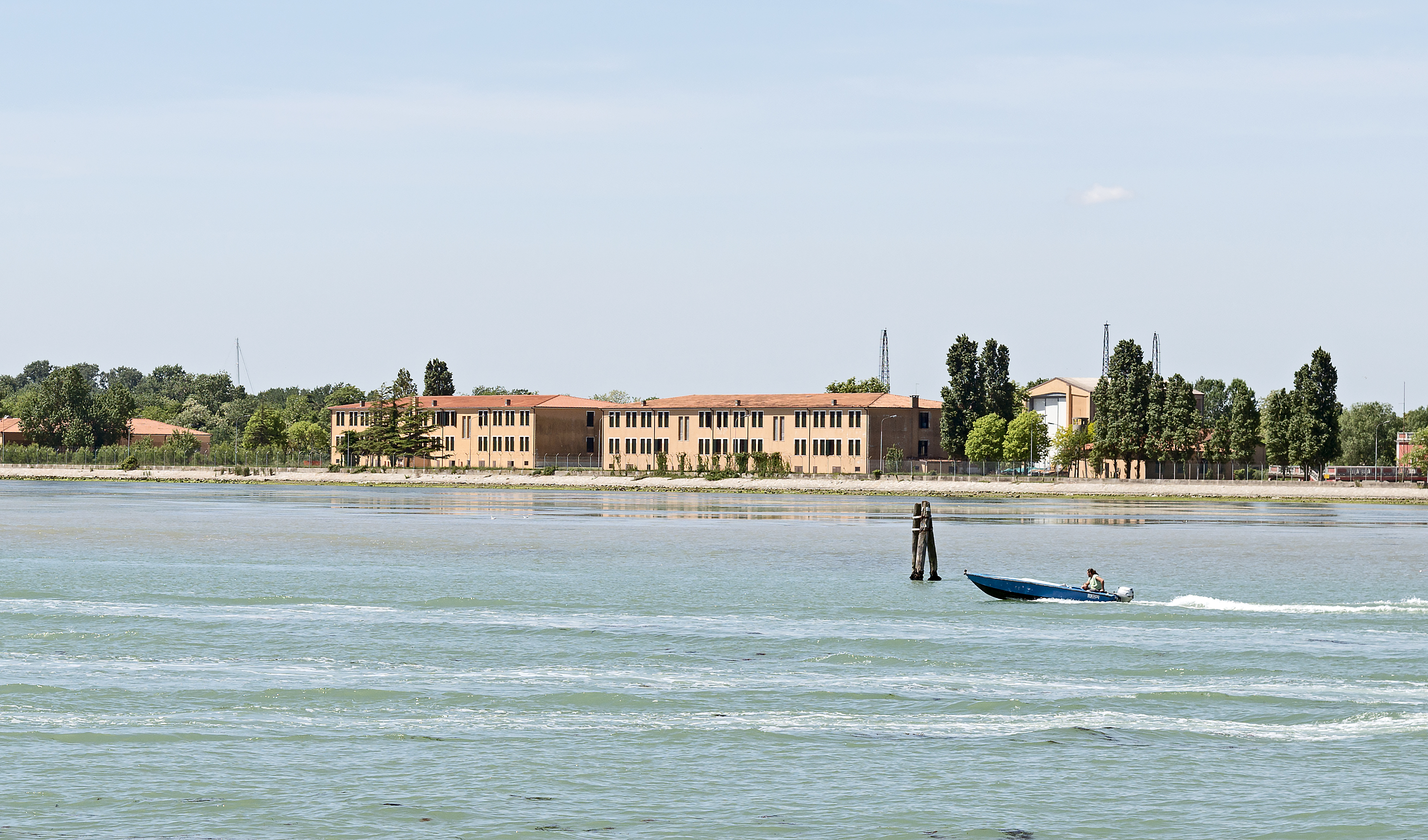
Caserma Sant'Andrea